# 1945-ös magyar férfi vízilabda-bajnokság (első osztály)
Az 1945-ös magyar férfi vízilabda-bajnokság a harminckilencedik magyar vízilabda-bajnokság volt. A bajnokságban nyolc csapat indult el, a csapatok egy kört játszottak. Az utazási nehézségek miatt a két vidéki csapat végül nem vett részt a bajnokságban.
A Csepeli GYTK új neve Csepeli MTK lett.
A MUE új neve MMUE lett.
A MOVE Eger SE új neve Egri Barátság lett.

## Tabella
| #  | Csapat          | M | Gy | D | V | G+ | G- | P  | Megjegyzés |
| -- | --------------- | - | -- | - | - | -- | -- | -- | ---------- |
| 1. | Újpesti TE      | 5 | 5  | 0 | 0 | 21 | 10 | 10 |            |
| 2. | Vasas SC        | 5 | 4  | 0 | 1 | 28 | 13 | 8  |            |
| 3. | Ferencvárosi TC | 5 | 3  | 0 | 2 | 15 | 8  | 6  |            |
| 4. | MMUE            | 5 | 2  | 0 | 3 | 16 | 25 | 4  |            |
| 5. | MTK             | 5 | 1  | 0 | 4 | 11 | 22 | 2  |            |
| 6. | Csepeli MTK     | 5 | 0  | 0 | 5 | 7  | 20 | 0  |            |
| –  | Egri Barátság   | - | -  | - | - | -  | -  | -  | Törölve    |
| –  | Tatabányai SC   | - | -  | - | - | -  | -  | -  | Törölve    |

* M: Mérkőzés Gy: Győzelem D: Döntetlen V: Vereség G+: Dobott gól G-: Kapott gól P: Pont

## II. osztály
1. Nemzeti SC 14, 2. Tipográfia NYTE 11, 3. Közalkalmazottak SE 10, 4. Munkás TE 8, 5. Postás SE 6 pont